# Jenseits der Hürde
Jenseits der Hürde ist ein deutsches Stummfilmmelodram aus dem Jahre 1916 von Emmerich Hanus mit Lotte Neumann in der Hauptrolle.

## Handlung
Der Privatgelehrte Dr. Cajus Schön lebt mit seiner Tochter Edith von der Außenwelt zurückgezogen, seit ihn seine Frau verließ. Je älter Edith wird, desto größer wird in ihr die Sehnsucht, die Welt „da draußen“ endlich einmal kennen zu lernen und dem engen Mikrokosmos, der bislang ihr zuhause war, zu entfliehen. Ihr Vater, für den Natur und Botanik alles bedeutet, zieht es oftmals in die Abgeschiedenheit der wilden Flora und Fauna und wird dabei von Edith begleitet. Eines Tages kommt es dabei im Wald zu einem Unfall, dem der alte Vater zum Opfer fällt. Zwei Jäger eilen sofort zur Hilfe. Der eine, ein Dr. Haiger, leitet sofort die medizinischen Notfallmaßnahmen ein. Gemeinsam mit dem anderen Jäger von Eberwein wird der alte Mann zurück in sein Heim geleitet. 
Bald beginnen sich Edith und Eberwein anzufreunden, und bald verlieben sich die beiden jungen Leute ineinander. Man verlobt sich. Doch Dr. Schön, der ein ungutes Gefühl hat, versagt seiner Tochter die Zustimmung zur Eheschließung mit dem zum Leichtsinn neigenden Eberwein. Der aber lässt sich davon nicht abhalten, und er und Edith heiraten schließlich, nachdem er das unbedarfte Mädchen kurzerhand entführt hat. Bald sollen sich die Befürchtungen von Dr. Schön bewahrheiten: Eberwein verspielt in nur einem Jahr sein ganzes Vermögen mit Pferdewetten und droht seine junge Ehefrau in den Abgrund mit hinab zu ziehen. Als er bei einem Ausritt hoch zu Ross zu Tode kommt, steht Edith vor dem Nichts. Nun findet die junge Witwe Trost bei Dr. Haiger, der überdies dafür sorgt, dass sich Vater und Tochter miteinander aussöhnen. Aus diesem Freundschaftsbeweis Haigers erwächst zwischen ihm und Edith Liebe.

## Produktionsnotizen
Jenseits der Hürde entstand Mitte 1916, passierte im August desselben Jahres 1916 die Filmzensur und wurde bald darauf in Berlins Kammerlichtspielen uraufgeführt. Der Vierakter mit Präludium besaß eine Länge von rund 1650 Metern. Am 17. November 1916 lief der Film auch in Wien an.

## Kritik
Paimann’s Filmlisten resümierte: „Stoff und Szenerie sehr gut, Photos und Spiel prima.“
Wiens Neue Freie Presse schrieb in schwülstiger Bewunderung: „Lotte Neumann spielt ihren Part als kaum ersprießte Mädchenblume, die durch des Zufalls Spiel ihr Herz entdeckt und auch den bitteren Kelch der Enttäuschung leeren muß, mit gewohnter Anmut und dramatischer Wirkung.“